# Воздушно-реактивный двигатель
Воздушно-реактивный двигатель (ВРД) — тепловой реактивный двигатель, рабочим телом которого является смесь атмосферного воздуха и продуктов сгорания топлива. При сгорании топлива рабочее тело нагревается и, расширяясь, истекает из двигателя с большой скоростью, создавая реактивную тягу.
ВРД используются, в основном, для приведения в движение аппаратов, предназначенных для полётов в атмосфере. ВРД разделены по способу предварительного сжатия воздуха, поступающего в камеры сгорания: на бескомпрессорные, в которых воздух сжимается только скоростным напором воздушного потока, и на компрессорные, в которых воздух сжимается компрессором.
Впервые этот термин в печатной публикации, по-видимому, был использован в 1929 г. Б. С. Стечкиным в журнале «Техника Воздушного Флота», где была помещена его статья «Теория воздушного реактивного двигателя». В английском языке этому термину наиболее точно отвечает словосочетание airbreathing jet engine.

## История
Первый патент на газотурбинный двигатель был выдан англичанину Джону Барберу в 1791 году. Первые проекты самолётов с воздушно-реактивным двигателем были созданы в 60-е годы XIX века П. Маффиотти (Испания), Ш. де Луврье (Франция) и Н. А. Телешовым (Россия). 15 ноября 1913 года в журнале «Aérophile»  Рене Лорен впервые опубликовал схему прямоточного воздушно-реактивного двигателя.

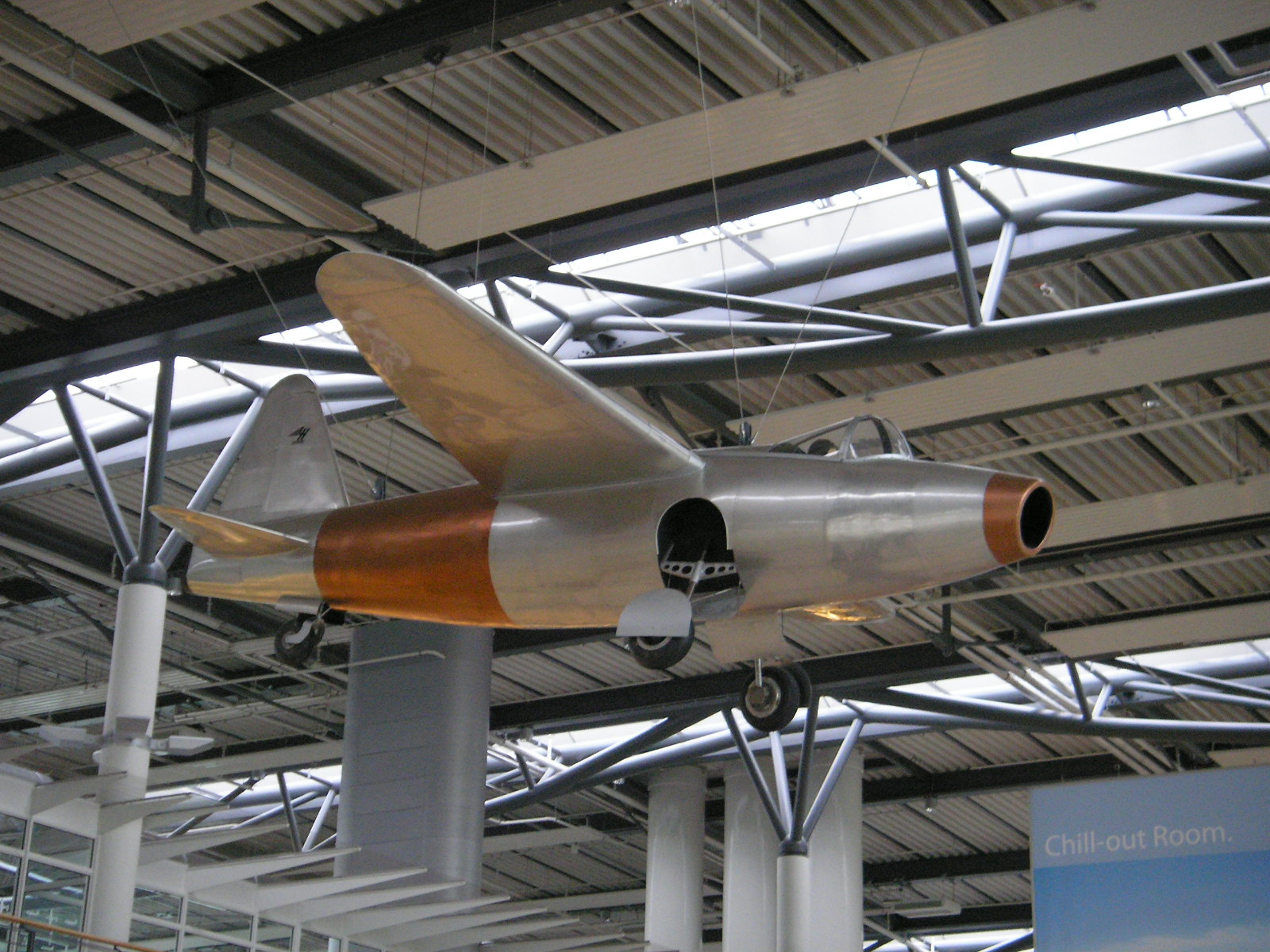
Первый турбореактивный самолёт Heinkel He 178.

Первым самолётом, поднявшимся в небо с турбореактивным двигателем (ТРД) HeS 3 конструкции фон Охайна, был He 178 (фирма Хейнкель Германия), управляемый лётчиком-испытателем флюг-капитаном Эрихом Варзицем (27 августа 1939 года). Этот самолёт превосходил по скорости (700 км/ч) все поршневые истребители своего времени, максимальная скорость которых не превышала 650 км/ч, но при этом был менее экономичен, и вследствие этого имел меньший радиус действия. К тому же у него были бо́льшие скорости взлёта и посадки, чем у поршневых самолётов, из-за чего ему требовалась более длинная взлётно-посадочная полоса с качественным покрытием.
Впервые в СССР проект реального истребителя с ВРД разработанным А. М. Люлькой, в марте 1943 года предложил начальник ОКБ-301 М. И. Гудков. Самолёт назывался Гу-ВРД. Проект был отвергнут экспертами, главным образом, в связи с неверием в актуальность и преимущества ВРД в сравнении с поршневыми авиадвигателями. 

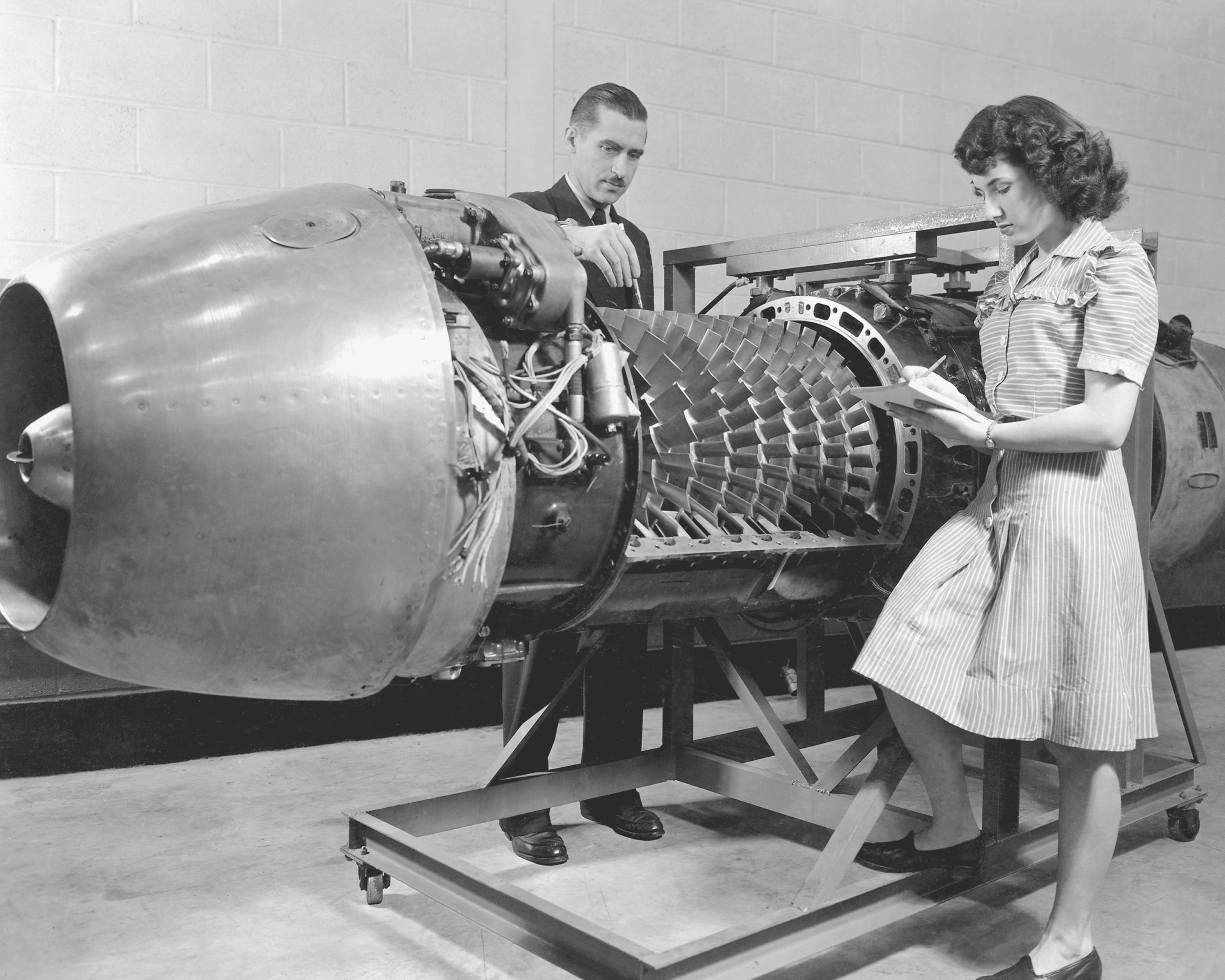
Двигатель Jumo-004 — первый в мире крупносерийный ТРД

С августа 1944 года в Германии началось серийное производство реактивного истребителя-бомбардировщика Мессершмитт Me.262, оборудованного двумя турбореактивными двигателями Jumo-004 производства фирмы Юнкерс. А с ноября 1944 года начал выпускаться ещё и первый реактивный бомбардировщик Arado Ar 234 Blitz с теми же двигателями. Единственным реактивным самолётом союзников по антигитлеровской коалиции, формально принимавшим участие во Второй мировой войне, был «Глостер Метеор» (Великобритания) с ТРД Rolls-Royce Derwent 8 конструкции Ф. Уиттла (серийное производство которого началось даже раньше, чем немецких).
В послевоенные годы реактивное двигателестроение открыло новые возможности в авиации: полёты на скоростях, превышающих скорость звука, и создание самолётов с грузоподъёмностью, многократно превышающей грузоподъёмность поршневых самолётов.
Первым серийным реактивным самолётом СССР был истребитель Як-15 (1946 г.), разработанный в сжатые сроки на базе планера Як-3 и адаптации трофейного двигателя Jumo-004, выполненной в моторостроительном КБ В. Я. Климова под обозначением РД-10.
В 1947 г.  прошёл государственные испытания первый советский турбореактивный двигатель ТР-1, разработанный в КБ А. М. Люльки (ныне филиал УМПО).
Первым реактивным пассажирским авиалайнером СССР стал Ту-104 (1955 г), оборудованный двумя турбореактивными двигателями РД-3М-500 (АМ-3М-500), разработанными в КБ А. А. Микулина.
Запатентованный ещё в 1913 г, прямоточный воздушно-реактивный двигатель (ПВРД) привлекал конструкторов простотой своего устройства, но главное — своей потенциальной способностью работать на сверхзвуковых скоростях и в самых высоких, наиболее разреженных слоях атмосферы, то есть в условиях, в которых ВРД других типов неработоспособны или малоэффективны. В 1930-е годы с этим типом двигателей проводились эксперименты в США (Уильям Эвери), в СССР (Ф. А. Цандер, Б. С. Стечкин, Ю. А. Победоносцев).

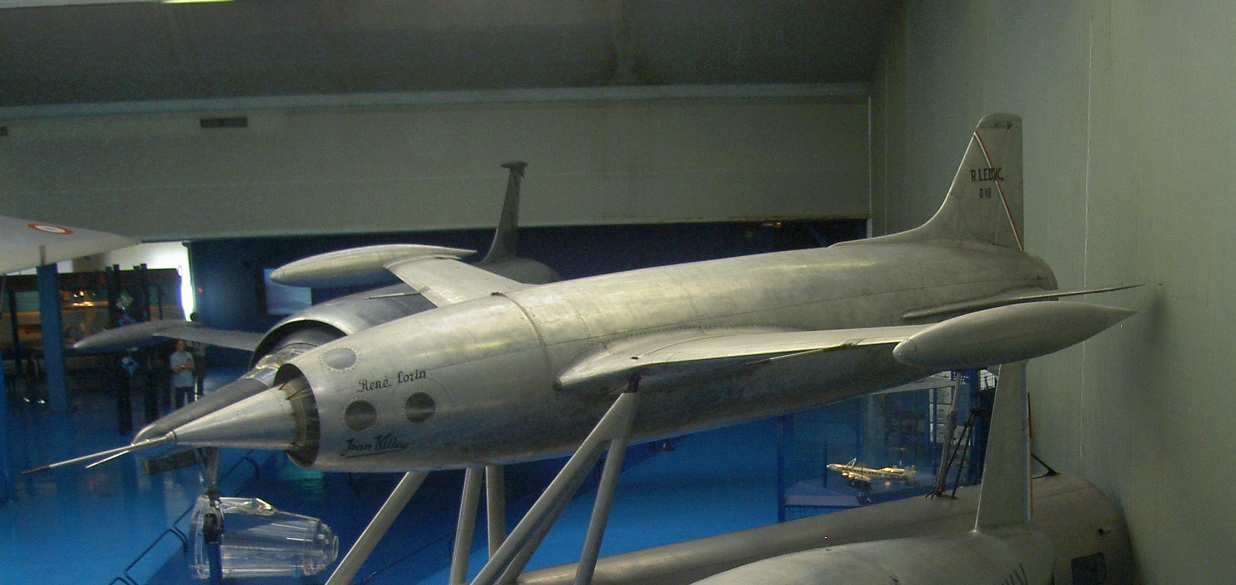
Leduc 010 первый аппарат, летавший с ПВРД (Музей в Ле Бурже). Первый полёт — 19 ноября 1946

В 1937 году французский конструктор Рене Ледюк получил заказ от правительства Франции на разработку экспериментального самолёта с ПВРД. Эта работа была прервана войной и возобновилась после её окончания. 19 ноября 1946 года состоялся первый в истории полёт аппарата с маршевым ПВРД. Далее в течение десяти лет было изготовлено и испытано ещё несколько экспериментальных аппаратов этой серии, в том числе, пилотируемые. а в 1957 году правительство Франции отказалось от продолжения этих работ — бурно развивавшееся в то время направление ТРД представлялось более перспективным.
Обладая рядом недостатков для использования на пилотируемых самолётах (нулевая тяга на месте, низкая эффективность на малых скоростях полёта), ПВРД является предпочтительным типом ВРД для беспилотных одноразовых снарядов и крылатых ракет, благодаря своей простоте, а, следовательно, дешевизне и надёжности. Начиная с 1950-х годов в США было создано ряд экспериментальных самолётов и серийных крылатых ракет разного назначения с этим типом двигателя.
В СССР с 1954 по 1960 гг в ОКБ-301 под руководством С.А.Лавочкина, разрабатывалась крылатая ракета «Буря», предназначавшаяся для доставки ядерных зарядов на межконтинентальные расстояния, и использовавшая в качестве маршевого двигателя ПВРД. В 1957 году на вооружение уже поступила МБР Р-7, имевшая то же назначение, разработанная под руководством С. П. Королёва. Это ставило под сомнение целесообразность дальнейшей разработки «Бури». Из числа более современных отечественных разработок можно упомянуть противокорабельные крылатые ракеты с маршевыми ПВРД: П-800 Оникс, П-270 Москит.

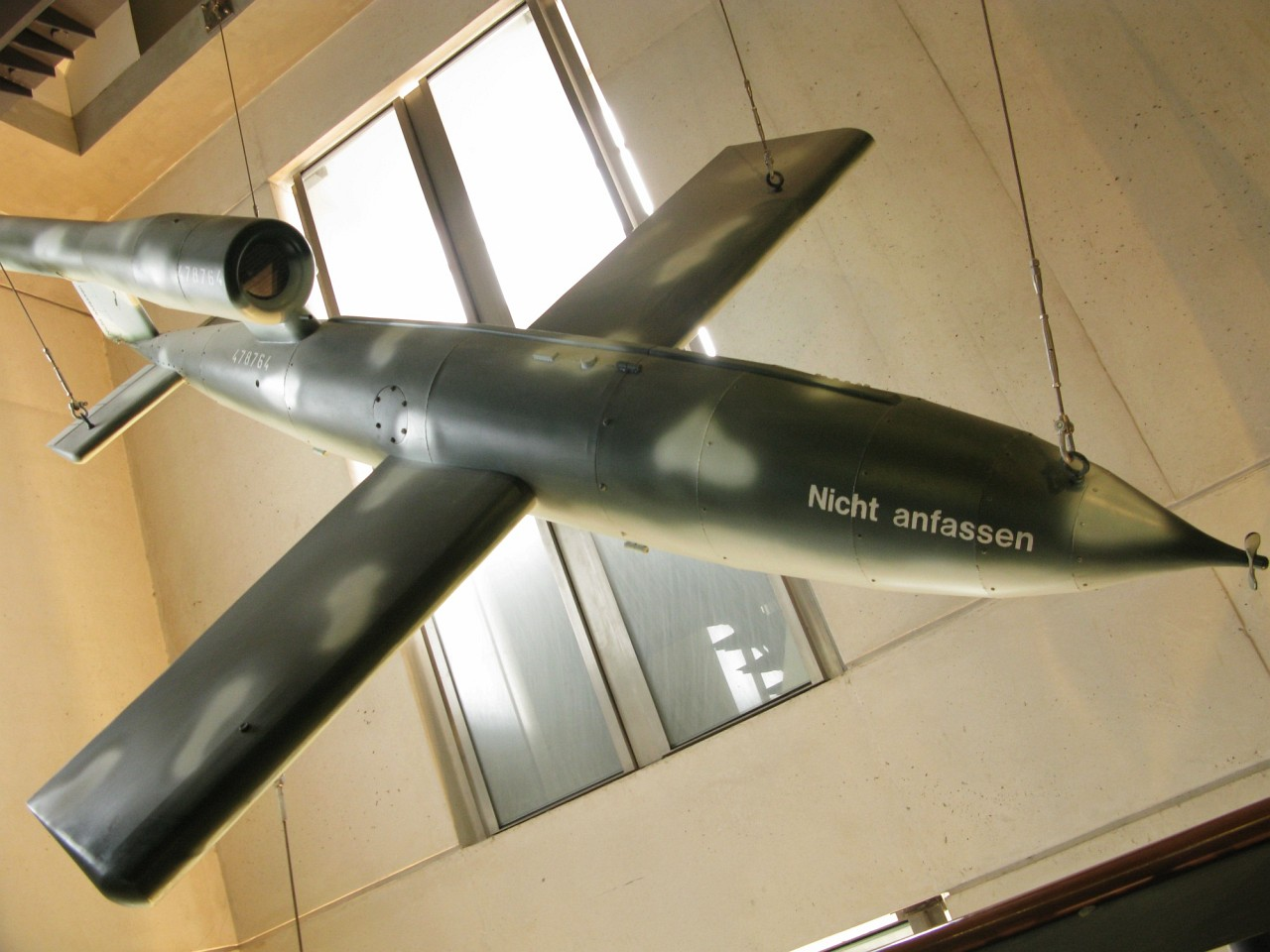
Самолёт-снаряд с ПуВРД Фау-1. (Музейный экспонат. Надпись на фюзеляже: «Руками не трогать»)

Пульсирующий воздушно-реактивный двигатель (ПуВРД) был изобретён в XIX веке шведским изобретателем Мартином Вибергом. Наиболее известным летательным аппаратом (и единственным серийным) c ПуВРД Argus As-014 производства фирмы Argus-Werken, явился немецкий самолёт-снаряд Фау-1. После войны исследования в области пульсирующих воздушно-реактивных двигателей продолжились во Франции (компания SNECMA) и в США (Pratt & Whitney, General Electric), кроме того, благодаря простоте и дешевизне, маленькие двигатели этого типа стали очень популярны среди авиамоделистов, и в любительской авиации, и появились коммерческие фирмы, производящие на продажу для этих целей ПуВРД и клапаны к ним (быстроизнашивающаяся запчасть).

## Общие принципы работы
Несмотря на многообразие ВРД, существенно отличающихся друг от друга конструкцией, характеристиками и областью применения, можно выделить ряд принципов, общих для всех ВРД и отличающих их от тепловых двигателей других типов.

### Термодинамика ВРД
ВРД — тепловой двигатель. Термодинамика процесса превращения тепла в работу для ПВРД и ТРД описывается циклом Брайтона, а для ПуВРД — циклом Хамфри. В обоих случаях полезная работа, за счёт которой формируется реактивная струя, выполняется в ходе адиабатического расширения рабочего тела в сопле до уравнивания его статического давления с забортным, атмосферным. Таким образом, для ВРД обязательно условие: давление рабочего тела перед началом фазы расширения должно превышать атмосферное, и чем больше — тем больше полезная работа термодинамического цикла, и выше КПД двигателя. Но в окружающей среде, из которой забирается рабочее тело, оно находится при атмосферном давлении. Следовательно, чтобы ВРД мог работать, необходимо тем или иным способом повысить давление рабочего тела в двигателе по отношению к атмосферному.
Основные типы ВРД (прямоточный, пульсирующий и турбореактивный) различаются, в первую очередь, техническим способом, которым достигается необходимое повышение давления, и который предопределяет устройство двигателя данного типа.
Важнейшим техническим параметром ВРД любого типа является степень полного повышения давления — отношение давления в камере сгорания двигателя к статическому забортному давлению воздуха. От этого параметра зависит термический КПД воздушно-реактивного двигателя (см. Цикл Брайтона и Цикл Хамфри).

### Реактивная тяга
ВРД — реактивный двигатель, развивающий тягу за счёт реактивной струи рабочего тела, истекающего из сопла двигателя. С этой точки зрения ВРД подобен ракетному двигателю (РД), но отличается от последнего тем, что большую часть рабочего тела он забирает из окружающей среды — атмосферы, в том числе и кислород, используемый в ВРД в качестве окислителя. Благодаря этому ВРД обладает преимуществом в сравнении с ракетным двигателем при полётах в атмосфере. Если летательный аппарат, оборудованный ракетным двигателем должен транспортировать как горючее, так и окислитель, масса которого больше массы горючего в 2-8 раз, в зависимости от вида горючего, то аппарат, оснащённый ВРД должен иметь на борту только запас горючего, и при одной и той же массе топлива аппарат с ВРД обладает энергетическим ресурсом в несколько раз большим, чем  ракета с РД.
Рабочее тело ВРД на выходе из сопла представляет собой смесь продуктов сгорания горючего с оставшимися после выгорания кислорода фракциями воздуха. Если для полного окисления 1 кг керосина (обычного горючего для ВРД) требуется около 3,4 кг чистого кислорода, то, учитывая, что атмосферный воздух содержит лишь 23 % кислорода по массе, для полного окисления этого горючего требуется 14,8 кг воздуха, и, следовательно, рабочее тело, как минимум, на 94 % своей массы состоит из исходного атмосферного воздуха. На практике в ВРД, как правило, имеет место избыток расхода воздуха (иногда — в несколько раз, по сравнению с минимально необходимым для полного окисления горючего), например, в турбореактивных двигателях массовый расход горючего составляет 1 % — 2 % от расхода воздуха. Это позволяет при анализе работы ВРД, во многих случаях, без большого ущерба для точности, считать рабочее тело ВРД, как на выходе, так и на входе, одним и тем же веществом — атмосферным воздухом, а расход рабочего тела через любое сечение проточной части двигателя — одинаковым.
Динамику ВРД можно представить следующим образом: рабочее тело, поступает в двигатель со скоростью полёта, а покидает его со скоростью истечения реактивной струи из сопла. Из баланса импульса, получается простое выражение для реактивной тяги ВРД:
где {\displaystyle P} — сила тяги, {\displaystyle v} — скорость полёта, {\displaystyle c} — скорость истечения реактивной струи (относительно двигателя), {\displaystyle G} — секундный расход массы рабочего тела через двигатель. Очевидно, ВРД эффективен (создаёт тягу) только в случае, когда скорость истечения рабочего тела из сопла двигателя превышает скорость полёта: {\displaystyle c>v}.
Скорость истечения газа из сопла теплового реактивного двигателя зависит от химического состава рабочего тела, его абсолютной температуры на входе в сопло, и от степени расширения рабочего тела в сопле двигателя (отношения давления на входе в сопло к давлению на его срезе).
Химический состав рабочего тела для всех ВРД можно считать одинаковым, что же касается температуры, и степени расширения, которые достигаются рабочим телом в процессе работы двигателя — имеют место большие различия для разных типов ВРД и разных образцов ВРД одного типа.
С учётом вышесказанного можно сформулировать и главные недостатки ВРД в сравнении с РД:
- ВРД работоспособен только в атмосфере, а РД — в любой среде и в пустоте.
- ВРД эффективен только до некоторой, специфической для данного двигателя, предельной скорости полёта, а тяга РД не зависит от скорости полёта.
- Воздух поступает в ВРД через входное устройство, и в основном режиме его работы ось входного устройства совпадает с вектором скорости полёта. При маневрировании летательного аппарата происходит отклонение оси входного устройства от вектора скорости полёта, и при больших значениях угла атаки и/или угла скольжения условия поступления воздуха в двигатель существенно изменяются, что может привести к срыву его стабильной работы (см. помпаж). Для РД этой проблемы не существует.
- ВРД значительно уступает ракетному двигателю в удельной тяге по весу — отношении тяги двигателя к его весу на Земле. Например, для ТРД АЛ-31ФП этот показатель равен 8.22, а для ЖРД НК-33 — 128. Это означает, что при одной и той же тяге ракетный двигатель в несколько раз (иногда, более чем в десять раз) легче ВРД. Благодаря этому РД успешно конкурируют с ВРД в нише скоростных крылатых ракет относительно небольшого радиуса действия — ЗУР, воздух-воздух, воздух-поверхность, для которых необходимость иметь на борту запас окислителя компенсируется меньшей массой двигателя.

#### Полётный КПД

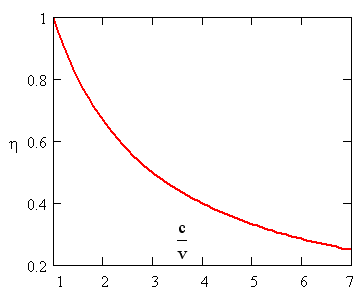
Зависимость полётного КПД от отношения

Для любого моторного летательного аппарата лишь часть механической энергии, выработанной двигателем, расходуется на приведение аппарата в движение, т.е. на его ускорение, преодоление силы лобового сопротивления, а при наборе высоты — гравитации. Остальная часть, являющаяся энергетической потерей, преобразуется в кинетическую энергию остаточного движения реактивной струи относительно условно-неподвижной внешней среды (для ВРД — атмосферы).
Эффективность ВРД как движителя определяет полётный или тяговый КПД — относительная доля механической энергии выработанной двигателем, затраченная на приведение аппарата в движение, выражается формулой:
Т.е. это соотношение скорости полёта и среднего арифметического скоростей полёта и реактивной струи. Сравнивая формулы (1) и (2) можно прийти к выводу, что чем выше разница между скоростью истечения газов из сопла и скоростью полёта, тем выше тяга двигателя и тем ниже полётный КПД. При равенстве скоростей полёта и истечения газов из сопла полётный КПД будет равен 1, то есть 100 %, но тяга двигателя будет равна 0. По этой причине проектирование ВРД является компромиссом между создаваемой им тягой и его полётным КПД.
Поиски приемлемого компромисса привели к созданию двухконтурных турбореактивных, турбовентиляторных и турбовинтовых двигателей, которые в настоящее время являются наиболее распространёнными двигателями самолётов, как скоростных, боевых, так и экономных, пассажирских и транспортных (см. Двухконтурный турбореактивный двигатель).

## Прямоточный воздушно-реактивный двигатель

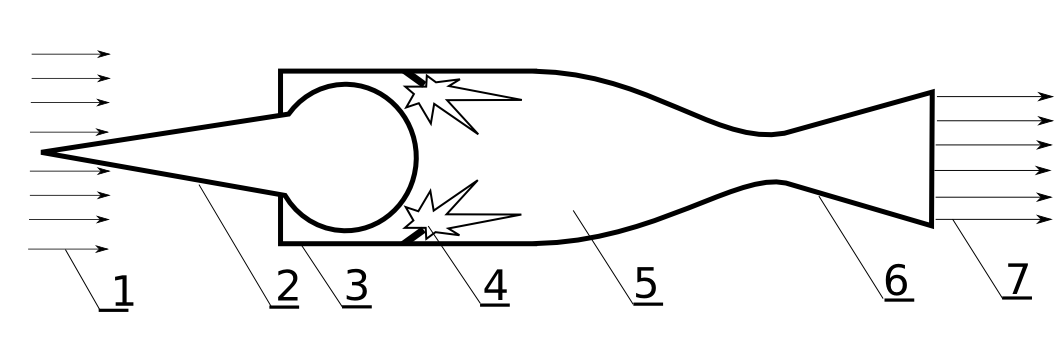
Схема устройства ПВРД на жидком топливе.
1. Встречный поток воздуха;
2. Центральное тело.
3. Входное устройство.
4. Топливная форсунка.
5. Камера сгорания.
6. Сопло.
7. Реактивная струя.

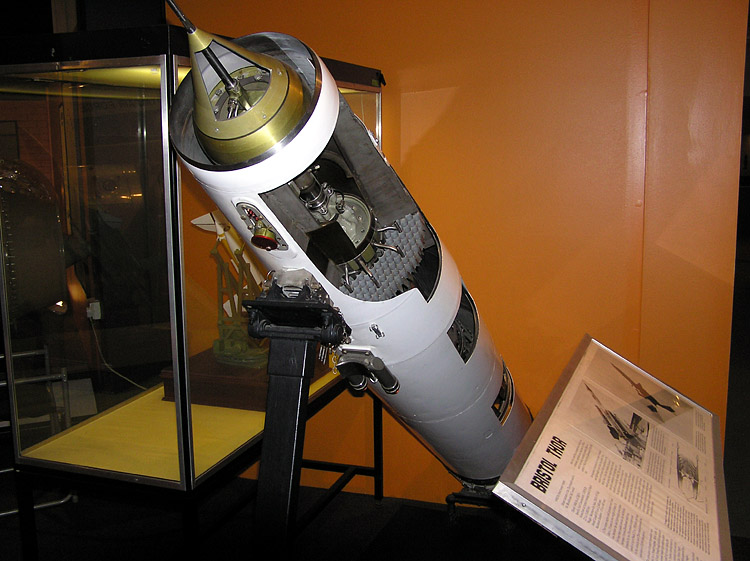
Препарированный ПВРД «Тор» ракеты «Бладхаунд». Хорошо видны входное устройство и вход в камеру сгорания

Прямоточный воздушно-реактивный двигатель (ПВРД, англ. Ramjet) является самым простым в классе ВРД по устройству. Необходимое для работы двигателя повышение давления достигается за счёт торможения встречного потока воздуха.
Рабочий процесс ПВРД кратко можно описать следующим образом:
- Воздух, поступая со скоростью полёта во входное устройство двигателя, затормаживается и сжимается, на входе в камеру сгорания давление рабочего тела достигает максимального значения на всём протяжении проточной части двигателя.
- Сжатый воздух в камере сгорания нагревается за счёт окисления подаваемого в неё топлива, внутренняя энергия рабочего тела при этом возрастает.
- Расширяясь в сопле, рабочее тело ускоряется и истекает со скоростью большей, чем скорость встречного потока, что и создаёт реактивную тягу.

Конструктивно ПВРД имеет предельно простое устройство. Двигатель состоит из камеры сгорания, в которую из диффузора поступает воздух, а из топливных форсунок — горючее. Заканчивается камера сгорания входом в сопло, как правило, суживающееся-расширяющееся.
В зависимости от скорости полёта ПВРД подразделяются на дозвуковые, сверхзвуковые и гиперзвуковые. Это разделение обусловлено конструктивными особенностями каждой из этих групп.

### Дозвуковые прямоточные двигатели
Дозвуковые ПВРД предназначены для полётов на скоростях с числом Маха от 0,5 до 1. Торможение и сжатие воздуха в этих двигателях происходит в расширяющемся канале входного устройства — диффузоре.
Из-за низкой степени повышения давления при торможении воздуха на дозвуковых скоростях (максимально — 1,9 при М=1) эти двигатели имеют очень низкий термический КПД (16,7% при М=1 в идеальном процессе, без учёта потерь), вследствие чего они оказались неконкурентоспособными в сравнении с авиадвигателями других типов и в настоящее время серийно не выпускаются.

### Сверхзвуковые прямоточные двигатели
СПВРД предназначены для полётов в диапазоне 1-5 Махов. Торможение сверхзвукового газового потока происходит всегда разрывно (скачкообразно) с образованием ударной волны, называемой также скачком уплотнения. Чем интенсивнее скачок уплотнения, то есть чем больше изменение скорости потока на его фронте, тем больше потери давления, которые могут превышать 50 %.

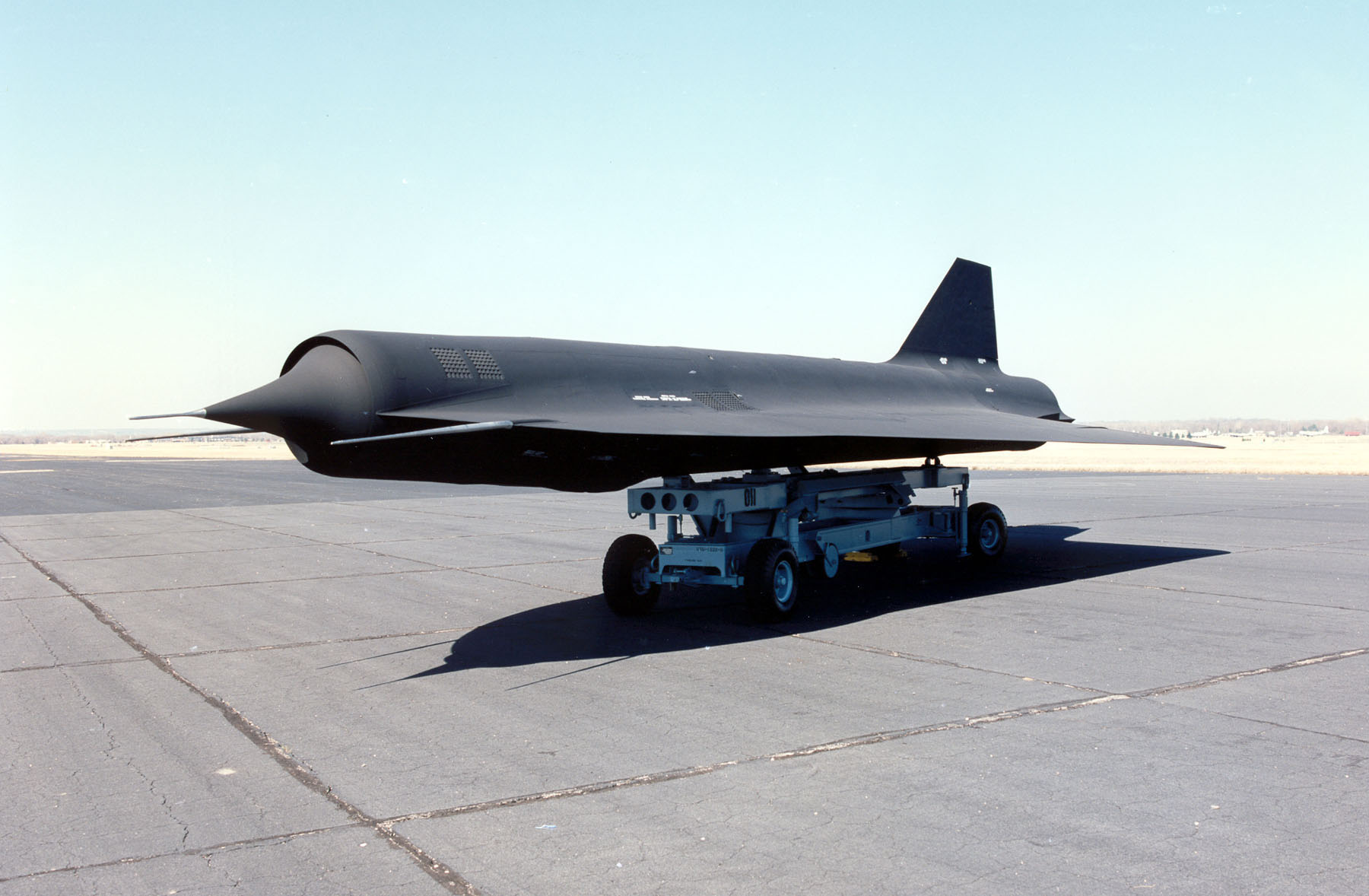
Беспилотный разведчик Lockheed D-21B (США). ПВРД с осесимметричным входным устройством с центральным телом.

Потери давления удаётся минимизировать за счёт организации сжатия не в одном, а в нескольких последовательных скачках уплотнения меньшей интенсивности, после каждого из которых скорость потока снижается.  В последнем скачке скорость становится дозвуковой и дальнейшее торможение и сжатие воздуха происходит непрерывно в расширяющемся канале диффузора.
В сверхзвуковом диапазоне скоростей ПВРД значительно более эффективен, чем в дозвуковом. Например, на скорости 3 Маха для идеального ПВРД степень повышения давления составляет 36,7, что сравнимо с показателями высоконапорных компрессоров турбореактивных двигателей (например, для ТРД АЛ-31ФП этот показатель равен 23), а термический КПД теоретически достигает 64,3 %. У реальных ПВРД эти показатели ниже, но даже с учётом потерь, в диапазоне полётного числа Маха от 3 до 5 сверхзвуковые ПВРД превосходят по эффективности ВРД всех других типов.
Фактором, ограничивающим рабочие скорости СПВРД сверху, является температура заторможенного воздуха, которая при M>5 превышает 1500 °C, и существенный дополнительный нагрев рабочего тела в камере сгорания становится проблематичным из-за ограничения жаропрочности конструкционных материалов.

### Гиперзвуковой ПВРД

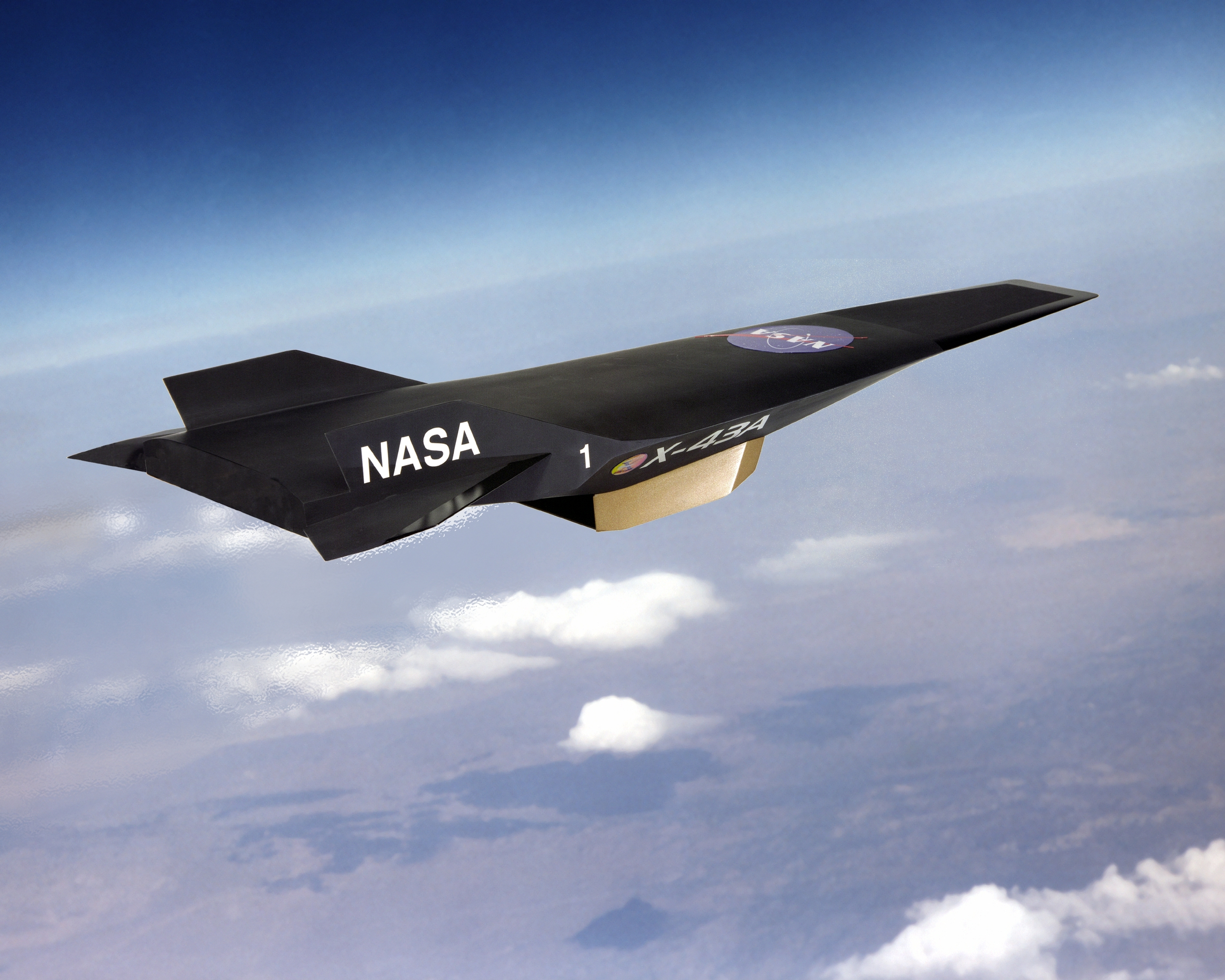
Экспериментальный гиперзвуковой летательный аппарат X-43 (рисунок художника)

Гиперзвуковой прямоточный воздушно-реактивный двигатель (ГПВРД, англ. Scramjet) — ПВРД, работающий на скоростях полёта, более чем пятикратно превышающих скорость звука (M>5) и предназначенный для полётов в стратосфере. Возможное назначение летательного аппарата с гиперзвуковым ПВРД — низшая ступень многоразового носителя космических аппаратов.
Теоретически ГПВРД позволяет добиться более высоких полётных скоростей, по сравнению с СПВРД, за счёт того, что входной поток воздуха в ГПВРД тормозится лишь частично, так что течение рабочего тела на протяжении всей проточной части двигателя остаётся сверхзвуковым. При этом поток сохраняет бо́льшую часть своей начальной кинетической энергии, а повышение его температуры при торможении и сжатии относительно невелико. Это позволяет значительно разогреть рабочее тело, сжигая горючее в сверхзвуковом потоке, и, расширяясь, оно истекает из сопла со скоростью, превышающей скорость полёта.
Существует несколько программ разработок гиперзвуковых ПВРД в разных странах, но на начало XXI века этот тип двигателя остаётся гипотетическим, не существует ни одного образца, прошедшего лётные испытания, подтвердившие практическую целесообразность его серийного производства.

### Ядерный прямоточный двигатель
Во второй половине 50-х годов, в эпоху холодной войны, в США и СССР разрабатывались проекты ПВРД с ядерным реактором. Источником энергии этих двигателей является не химическая реакция горения топлива, а тепло, вырабатываемое ядерным реактором, размещённым на месте камеры сгорания. Воздух из входного устройства в таком ПВРД проходит через активную зону реактора, охлаждает его и нагревается сам и, расширяясь, истекает из сопла со скоростью, превышающей скорость полёта.
Возможное назначение летательного аппарата с таким двигателем — межконтинентальная крылатая ракета, носитель ядерного заряда. Основное преимущество ядерного ВРД — энергетический ресурс реактора, достаточный для достижения любой цели на Земле.
В обеих странах были созданы компактные малоресурсные ядерные реакторы, которые вписывались в габариты большой ракеты. В 1964 году в США, по программам исследований ядерного ПВРД «Pluto» и «Tory», были проведены стендовые огневые испытания ядерного прямоточного двигателя «Tory-IIC». Лётные испытания не проводились, программа была закрыта в июле 1964 года.

### Область применения
ПВРД неработоспособен на месте и на низких скоростях полёта. Для достижения начальной скорости, при которой он становится эффективным, аппарат с этим двигателем нуждается во вспомогательном приводе, который может быть обеспечен, например, твердотопливным ракетным ускорителем, или самолётом-носителем, с которого запускается аппарат с ПВРД. Неэффективность ПВРД на малых скоростях полёта делает его практически неприемлемым для применения на пилотируемых самолётах, но для беспилотных, боевых, крылатых ракет одноразового применения, летающих в диапазоне чисел Маха 2-5, благодаря своей простоте, дешевизне и надёжности, он предпочтителен. В настоящее время ПВРД используются в качестве маршевых двигателей крылатых ракет классов земля-воздух, воздух-воздух, воздух-земля, беспилотных разведчиков, летающих мишеней. Основным конкурентом ПВРД в этой нише является ракетный двигатель.

Образцы крылатых ракет с маршевыми ПВРД.
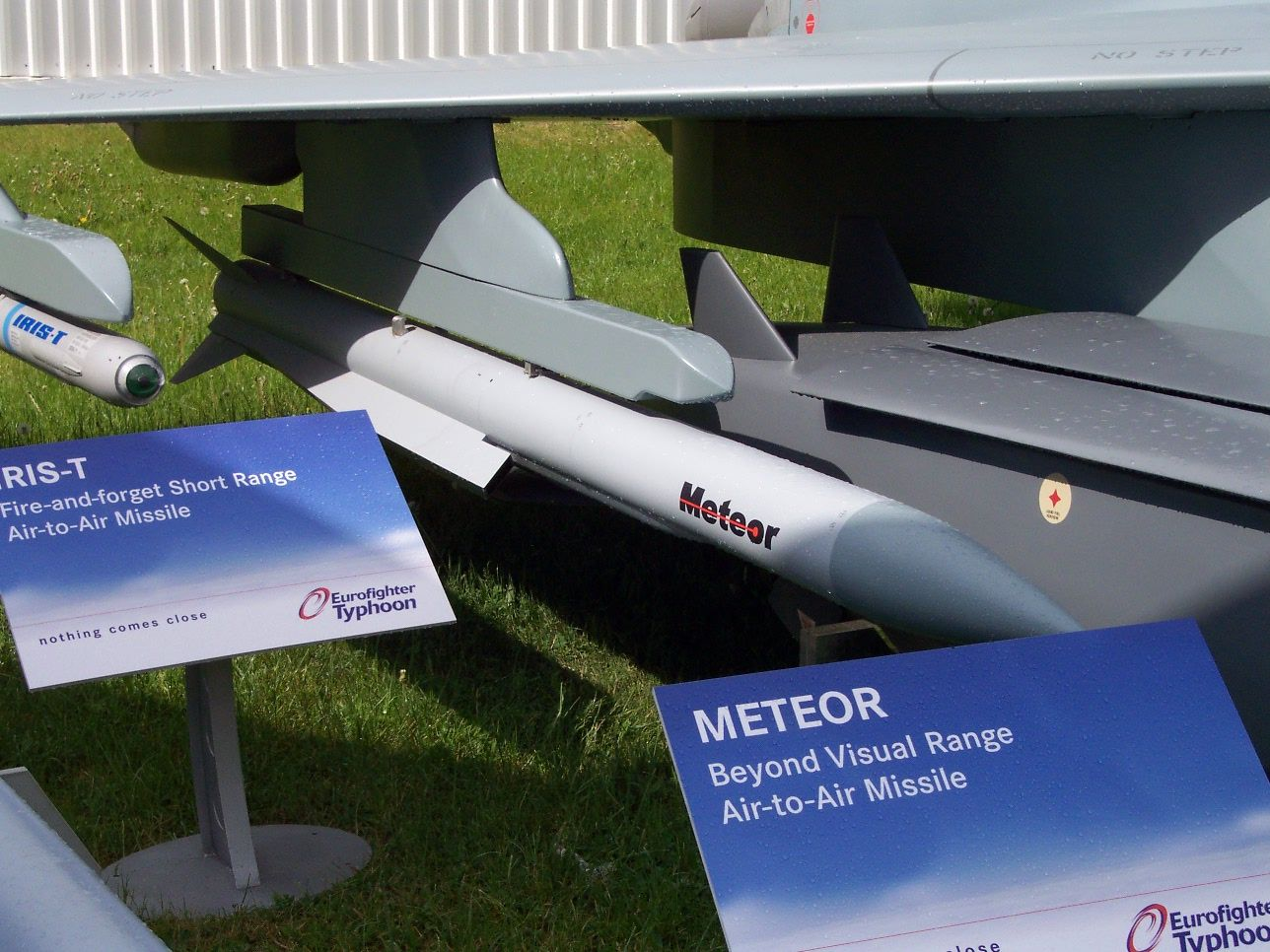
Ракета воздух-воздух «Метеор» (Евросоюз)
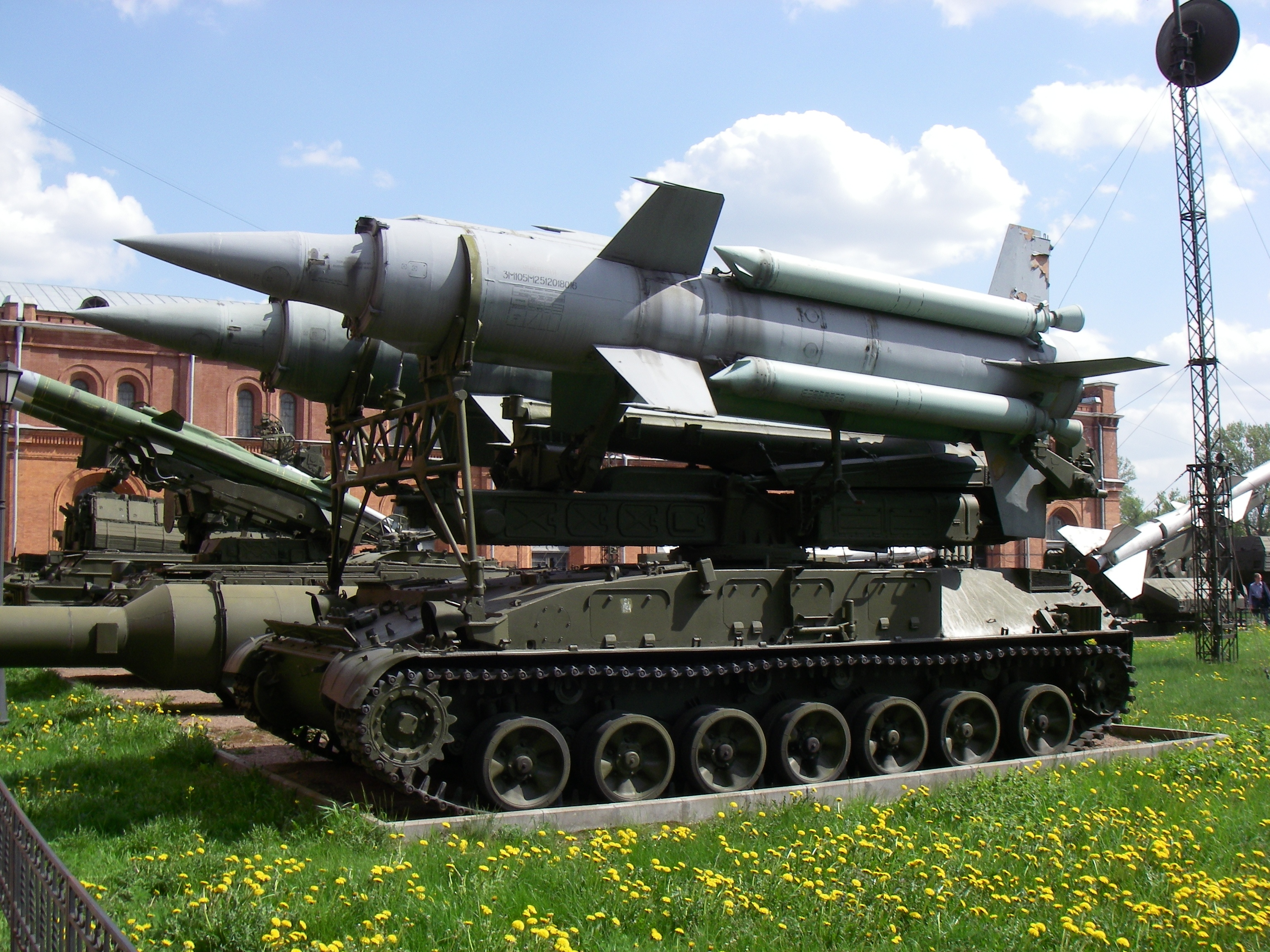
Пусковая установка 2П24 ЗРК «Круг», снаряженная двумя ЗУР 3М8 (Россия)

## Пульсирующий воздушно-реактивный двигатель

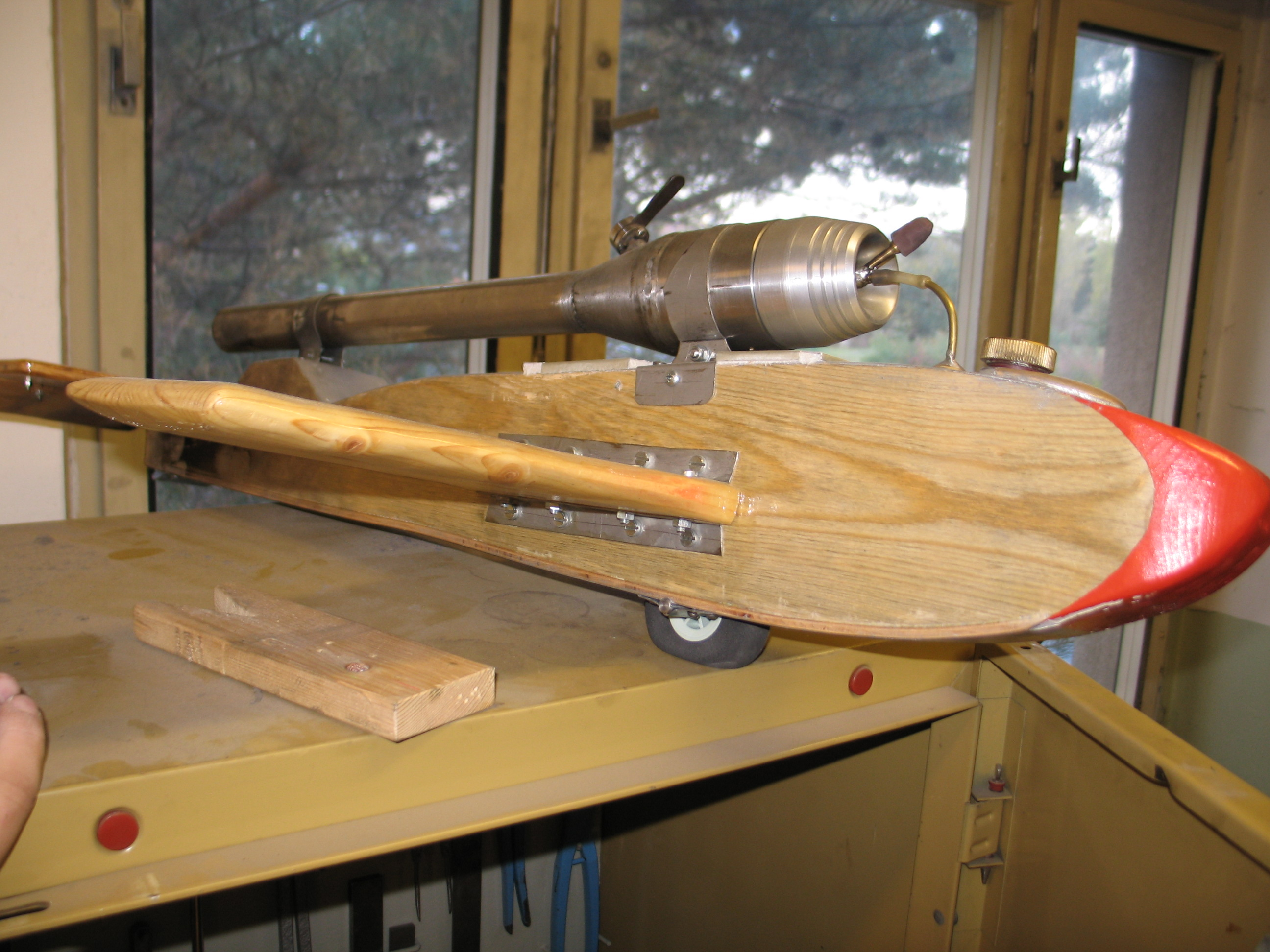
Изготовление авиамодели с ПуВРД

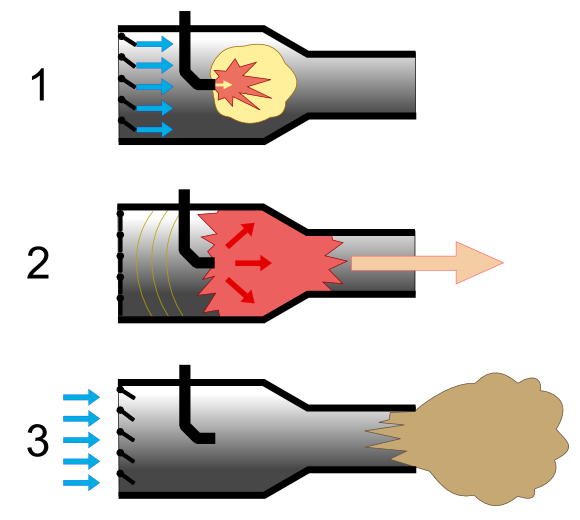
Схема работы ПуВРД

Пульсирующий воздушно-реактивный двигатель (ПуВРД, англоязычный термин англ. Pulsejet), как следует из его названия, работает в режиме пульсации, тяга развивается не непрерывно, как у ПВРД или ТРД, а в виде серии импульсов, следующих друг за другом с частотой от десятков герц, для крупных двигатателей, до 250 Гц — для малых двигателей.
Конструктивно, ПуВРД представляет собой цилиндрическую камеру сгорания с длинным цилиндрическим соплом меньшего диаметра. Передняя часть камеры соединена со входным диффузором, через который воздух поступает в камеру сгорания. Между диффузором и камерой сгорания установлен воздушный клапан, работающий под воздействием разницы давлений в камере и на выходе диффузора: когда давление в диффузоре превышает давление в камере клапан открывается и пропускает воздух в камеру, при обратном соотношении давлений он закрывается.
Цикл работы ПуВРД можно описать так:
1. Воздушный клапан открыт, воздух поступает в камеру сгорания, форсунка впрыскивает горючее, и в камере образуется топливная смесь.
2. Топливная смесь воспламеняется и сгорает, давление в камере сгорания резко возрастает и закрывает воздушный клапан и обратный клапан в топливном тракте. Продукты сгорания, расширяясь, истекают из сопла, создавая реактивную тягу.
3. Давление в камере падает, под напором воздуха в диффузоре воздушный клапан открывается и воздух начинает поступать в камеру, топливный клапан тоже открывается, двигатель переходит к фазе 1.

ПуВРД работает в режиме автоколебаний, которые и согласовывают во времени действие всех его частей. Частота этих автоколебаний зависит от размеров двигателя: чем меньше двигатель, тем выше частота пульсаций.
Для инициирования процесса горения в камере устанавливается свеча зажигания, которая создаёт высокочастотную серию электрических разрядов, и топливная смесь воспламеняется. Через несколько десятков циклов работы двигателя стенки камеры сгорания нагреваются настолько, что топливная смесь воспламеняется от них, и необходимость в свече зажигания отпадает.
Повышение давления в камере сгорания ПуВРД, необходимое для работы двигателя, достигается частично — за счёт торможения набегающего потока воздуха в диффузоре (при открытом клапане), а частично — за счёт сжигания топлива в замкнутом объёме, ограниченном закрытым клапаном, боковыми стенками камеры и инерцией воздушного столба в длинном сопле (см. Цикл Хамфри). Большинство ПуВРД могут работать при нулевой скорости.

### Модификации пульсирующих двигателей

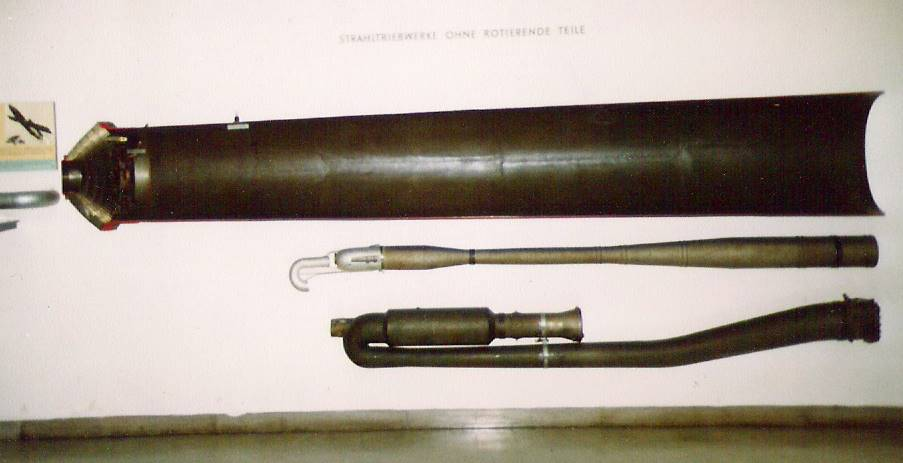
Образцы бесклапанных (U-образных) ПуВРД.

Существуют другие модификации ПуВРД.
- Бесклапанные ПуВРД, иначе — U-образные ПуВРД. В этих двигателях отсутствуют механические воздушные клапаны, а чтобы обратное движение рабочего тела не приводило к уменьшению тяги, тракт двигателя выполняется в форме латинской буквы «U», концы которой обращены назад по ходу движения аппарата.
- Детонационные ПуВРД (англ. Pulse detonation engine) — двигатели, в которых горение топливной смеси происходит в режиме детонации (а не дефлаграции).

### Область применения
ПуВРД характеризуется как шумный и неэкономный, зато простой и дешёвый. Высокий уровень шума и вибрации вытекает из самого пульсирующего режима его работы.
ПуВРД устанавливается на беспилотные летательные аппараты одноразового применения с рабочими скоростями до 0,5 Маха: летающие мишени, беспилотные разведчики, в прошлом и крылатые ракеты.
ПуВРД используются в любительской авиации и авиамоделировании, благодаря простоте и дешевизне.

## Турбореактивный двигатель

Схема работы ТРД:
1. Забор воздуха
2. Компрессор низкого давления
3. Компрессор высокого давления
4. Камера сгорания
5. Расширение рабочего тела в турбине и сопле
6. Горячая зона;
7. Турбина
8. Зона входа первичного воздуха в камеру сгорания
9. Холодная зона
10. Входное устройство

В турбореактивном двигателе (ТРД, англ. turbojet engine) сжатие рабочего тела на входе в камеру сгорания и высокое значение расхода воздуха через двигатель достигается за счёт совместного действия встречного потока воздуха и компрессора, размещённого в тракте ТРД сразу после входного устройства, перед камерой сгорания. Компрессор приводится в движение турбиной, смонтированной на одном валу с ним, и работающей на рабочем теле, нагретом в камере сгорания, из которого образуется реактивная струя. В компрессоре осуществляется рост полного давления воздуха за счёт совершаемой компрессором механической работы. Камера сгорания большинства ТРД имеет кольцевую форму.
Из камеры сгорания нагретое рабочее тело поступает на турбину, расширяется, приводя её в движение и отдавая ей часть своей энергии, а после неё расширяется в сопле и истекает из него, создавая реактивную тягу. Благодаря компрессору ТРД может стартовать с места и работать при низких скоростях полёта, что для двигателя самолёта является необходимым условием, при этом давление в тракте двигателя и расход воздуха обеспечиваются только за счёт компрессора.

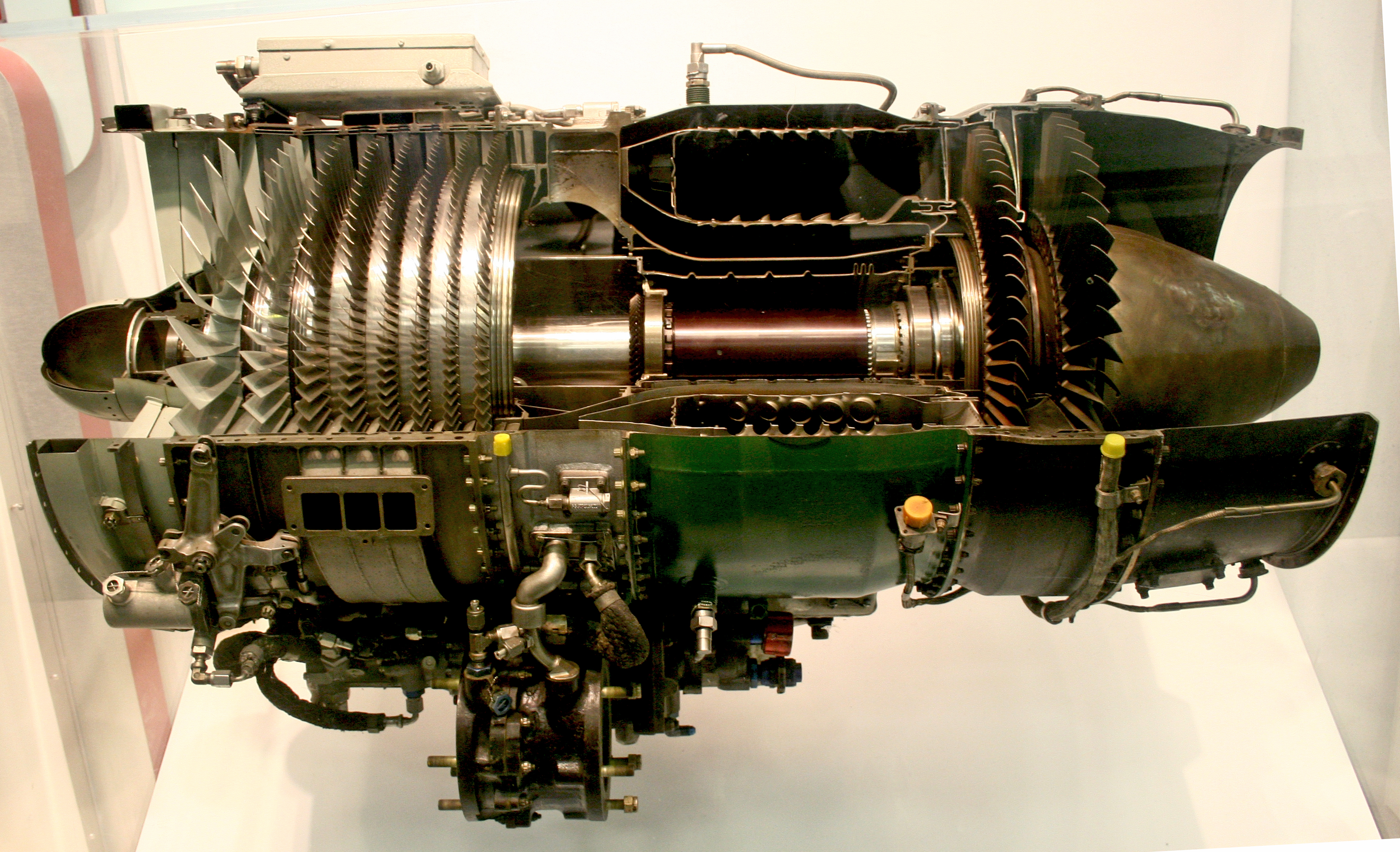
ТРД J85 производства компании General Electric. Между 8 ступенями компрессора и 2 ступенями турбины расположена кольцевая камера сгорания.

Диапазон скоростей, в котором ТРД эффективен, смещён в сторону меньших значений, по сравнению с ПВРД. Агрегат турбина-компрессор, позволяющий создавать большой расход и высокую степень сжатия рабочего тела в области низких и средних скоростей полёта, является препятствием на пути повышения эффективности двигателя в зоне высоких скоростей.

### Область применения
До 60-70-х годов XX века ТРД активно применялись в качестве двигателей для военных и коммерческих самолётов. В настоящее время бо́льшее распространение получили более экономичные двухконтурные ТРД (ТРДД).

### Двухконтурный турбореактивный двигатель

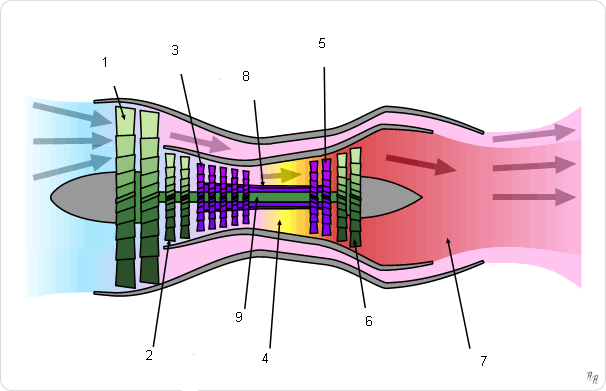
Схема ТРДД.
1 — Вентилятор.
2 — Компрессор низкого давления.
3 — Компрессор высокого давления.
4 — Камера сгорания.
5 — Турбина высокого давления.
6 — Турбина низкого давления.
7 — Сопло.
8 — Вал ротора высокого давления.
9 — Вал ротора низкого давления.

Двухконтурный турбореактивный двигатель (ТРДД, англ. Turbofan) — ТРД с конструкцией, позволяющей перемещать дополнительную массу воздуха, проходящую через внешний контур двигателя. Такая конструкция обеспечивает более высокие полётные КПД, по сравнению с обычными ТРД. Первым, предложившим концепцию ТРДД в отечественном авиадвигателестроении, был А. М. Люлька. На основе исследований, проводившихся с 1937 года, А. М. Люлька представил заявку на изобретение двухконтурного турбореактивного двигателя (авторское свидетельство вручили 22 апреля 1941).
Пройдя через входное устройство, воздух попадает в компрессор низкого давления, именуемый вентилятором. После вентилятора воздух разделяется на два потока. Часть воздуха попадает во внешний контур и, минуя камеру сгорания, формирует реактивную струю в сопле. Другая часть воздуха проходит сквозь внутренний контур, полностью идентичный с ТРД, о котором говорилось выше.
Одним из важнейших параметров ТРДД является степень двухконтурности, то есть отношение расхода воздуха через внешний контур к расходу воздуха через внутренний контур.
{\displaystyle m=G_{2}/G_{1}}
Где {\displaystyle G_{1}} и {\displaystyle G_{2}} расход воздуха через внутренний и внешний контуры соответственно.
Если вернуться к формулам (1) и (2), то принцип присоединения массы можно истолковать следующим образом. В ТРДД, согласно формуле (2) заложен принцип повышения полётного КПД двигателя за счёт уменьшения разницы между скоростью истечения рабочего тела из сопла и скоростью полёта. Уменьшение тяги, которое, согласно формуле (1), вызовет уменьшение этой разницы между скоростями, компенсируется за счёт увеличения расхода воздуха через двигатель. Следствием увеличения расхода воздуха через двигатель является увеличение площади фронтального сечения входного устройства двигателя, следствием чего является увеличение диаметра входа в двигатель, что ведёт к увеличению его лобового сопротивления и массы. Иными словами, чем выше степень двухконтурности — тем большего диаметра будет двигатель при прочих равных условиях.
Все ТРДД можно разбить на 2 группы: со смешением потоков за турбиной и без смешения.
В ТРДД со смешением потоков (ТРДДсм) потоки воздуха из внешнего и внутреннего контура попадают в единую камеру смешения. В камере смешения эти потоки смешиваются и покидают двигатель через единое сопло с единой температурой. ТРДДсм более эффективны, однако наличие камеры смешения приводит к увеличению габаритов и массы двигателя.
ТРДД как и ТРД могут быть снабжены регулируемыми соплами и форсажными камерами. Как правило это ТРДДсм с малыми степенями двухконтурности для сверхзвуковых военных самолётов.

### Дополнительные средства повышения эффективности ТРД и ТРДД

#### Форсажная камера

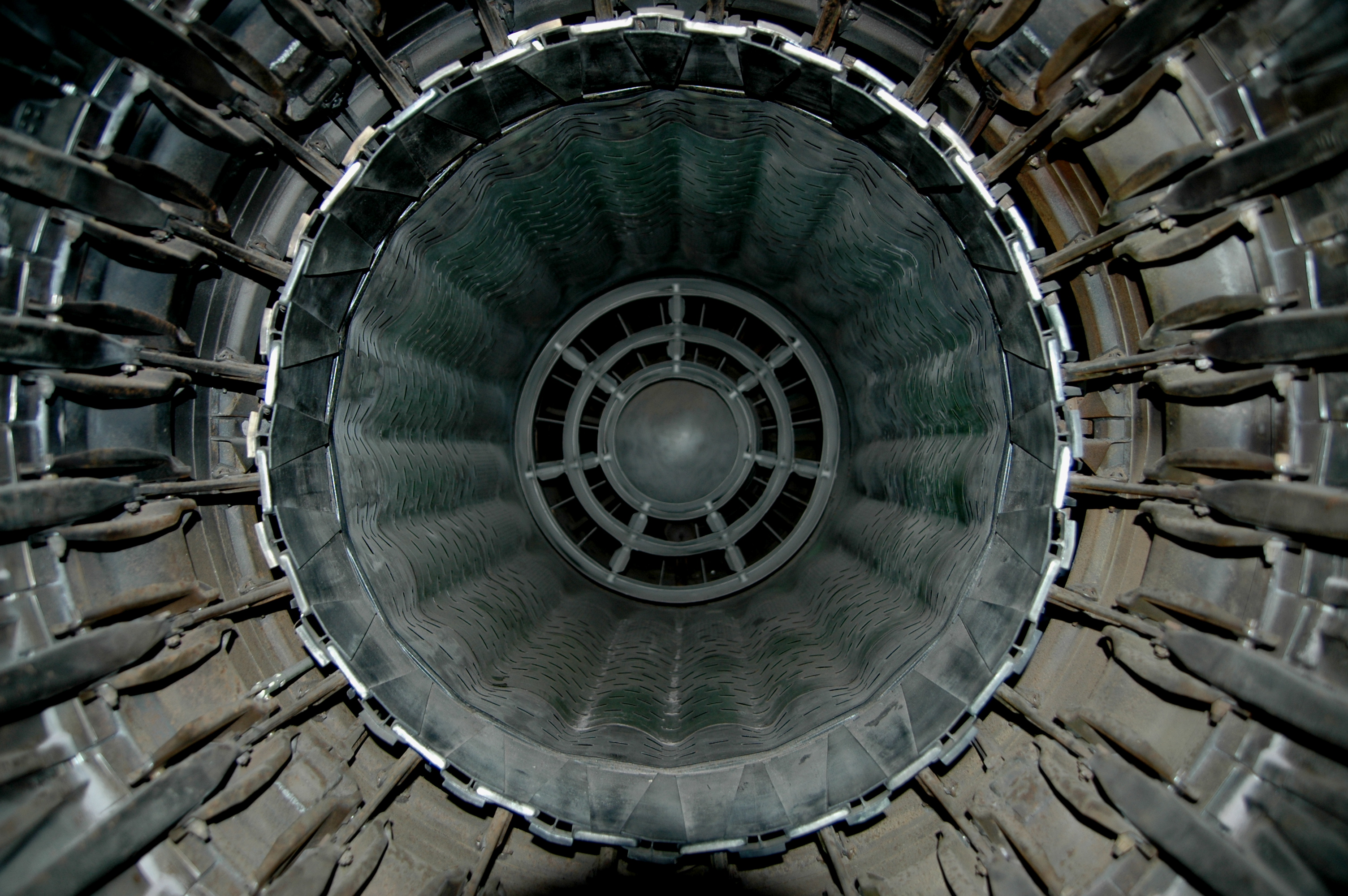
Форсажная камера ТРД General Electric J79. Вид со стороны сопла. В торце находится стабилизатор горения с установленными на нём топливными форсунками, за которым видна турбина.

Хотя в ТРД имеет место избыток кислорода в камере сгорания, этот резерв мощности не удаётся реализовать напрямую — увеличением расхода горючего в камере сгорания, из-за ограничения температуры рабочего тела, поступающего на турбину. Ограничение накладывается жаропрочностью лопаток турбины. Этот резерв используется в двигателях, оборудованных форсажной камерой, расположенной между турбиной и соплом. В режиме форсажа в этой камере сжигается дополнительное количество горючего, внутренняя энергия рабочего тела перед расширением в сопле повышается, в результате чего скорость его истечения возрастает, и тяга двигателя увеличивается, в некоторых случаях, более, чем в 1,5 раза, что используется боевыми самолётами при полётах на высоких скоростях, либо для увеличения скорости набора высоты. Сначала время работы ТРД было ограничено по времени исходя из требований жаропрочности конструкции сопел. Однако, начиная с истребителей 3-го поколения эти ограничения были сняты. При форсаже значительно повышается расход топлива, ТРД с форсажной камерой практически не нашли применения в коммерческой авиации, за исключением самолётов Ту-144 и Конкорд, полёты которых уже прекратились.

### Регулируемые сопла

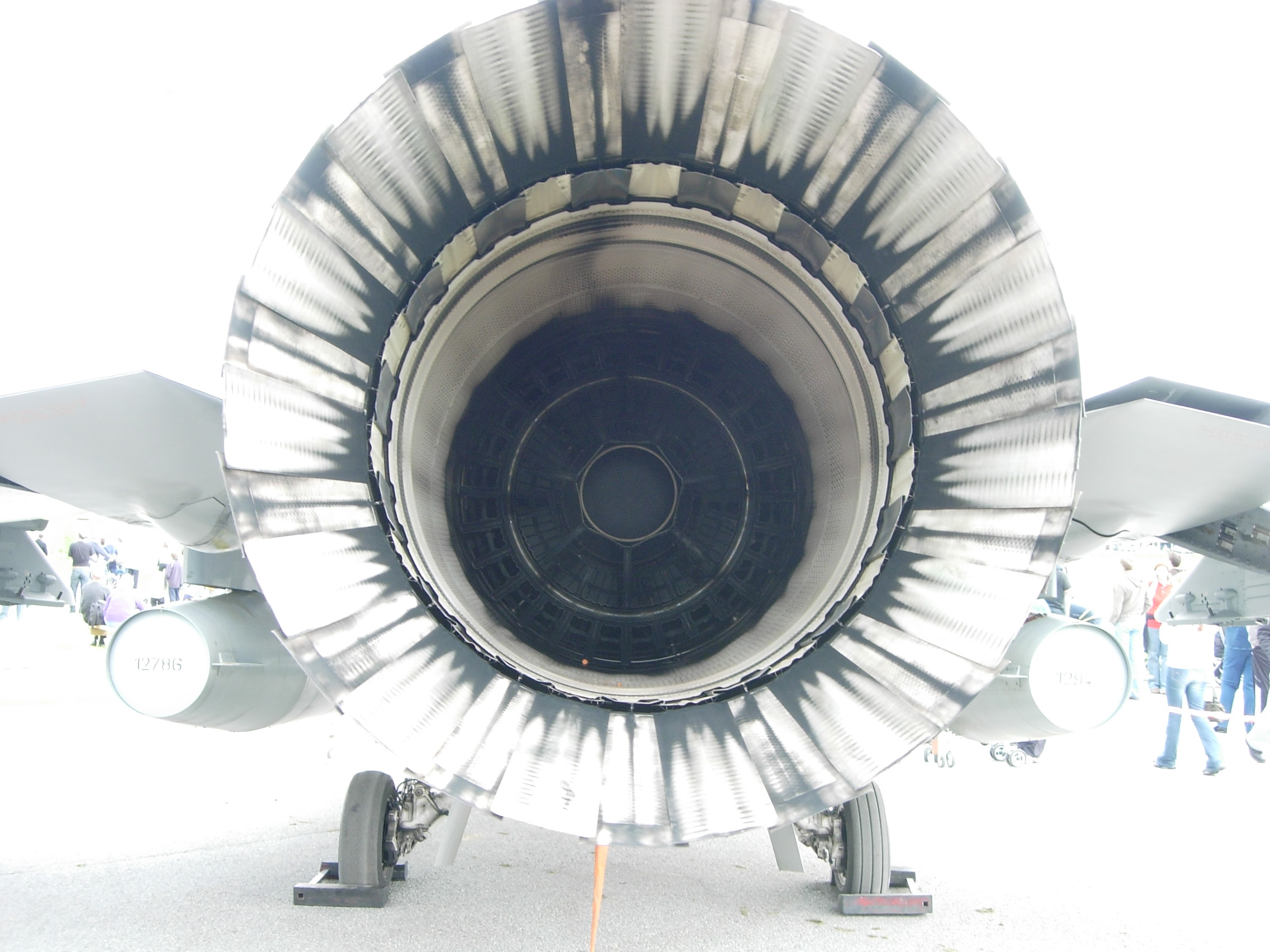
Регулируемое сопло ТРДДФ F-100 самолёта F-16 створки максимально открыты

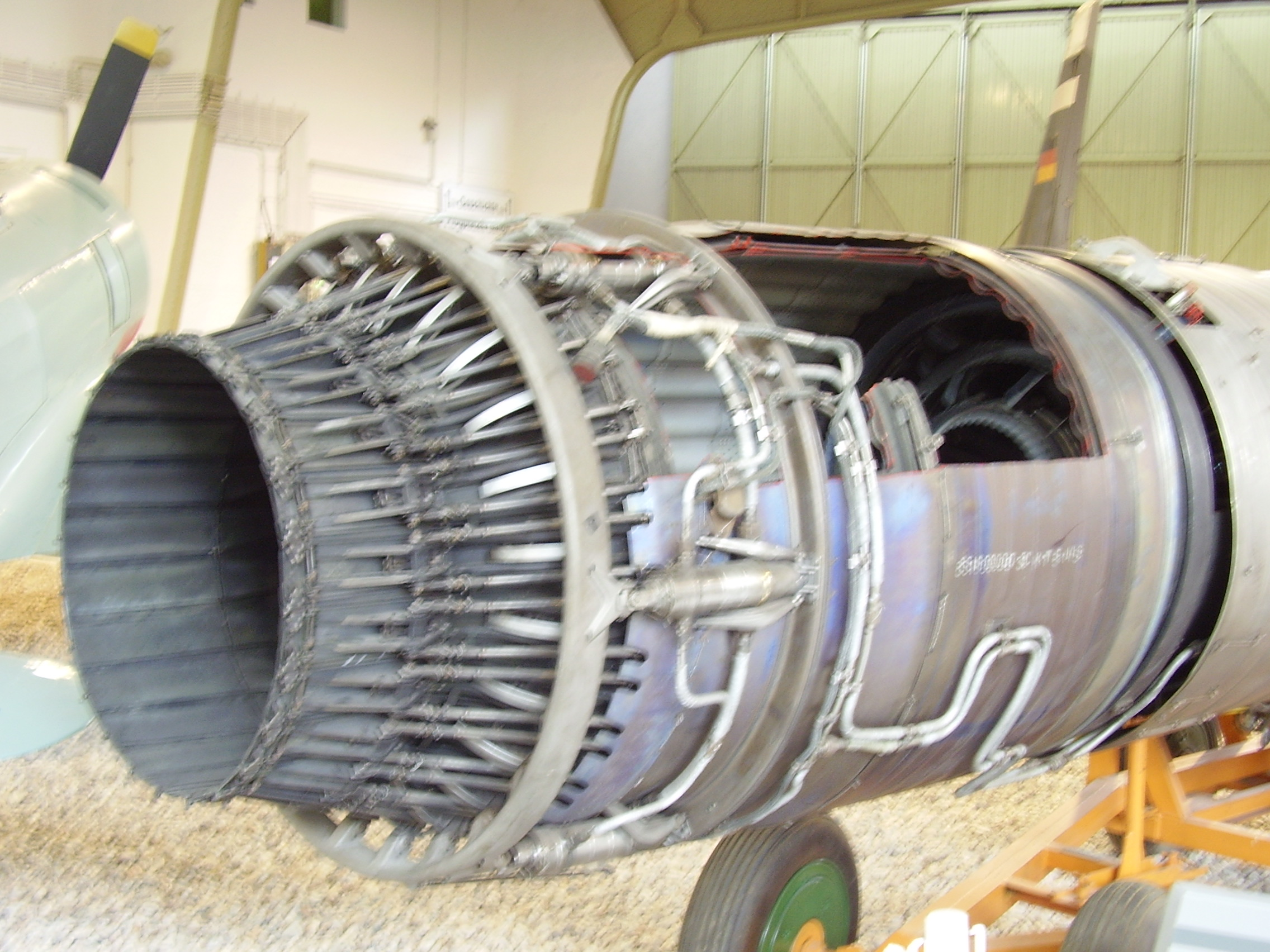
Регулируемое сопло ТРДФ АЛ-21 регулируемые створки максимально закрыты

ТРД, скорость истечения реактивной струи в которых может быть как дозвуковой, так и сверхзвуковой на различных режимах работы двигателей, оборудуются регулируемыми соплами. Эти сопла состоят из продольных элементов, называемых створками, подвижных относительно друг друга и приводимых в движение специальным приводом, как правило гидравлическим или механическим, позволяющим по команде пилота или автоматической системы управления двигателем изменять геометрию сопла. При этом изменяются размеры критического (самого узкого) и выходного сечений сопла, что позволяет оптимизировать работу двигателя при полётах на разных скоростях и режимах работы двигателя. Регулируемые сопла применяются в основном в военной авиации на ТРД и ТРДД с форсажной камерой.

### Управление вектором тяги (УВТ) / Отклонение вектора тяги (ОВТ)

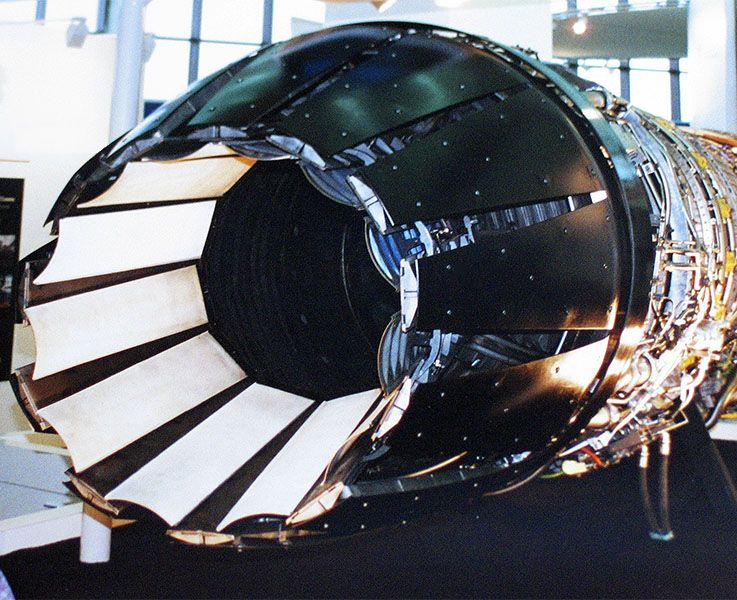
Отклоняемые створки сопла с ОВТ.

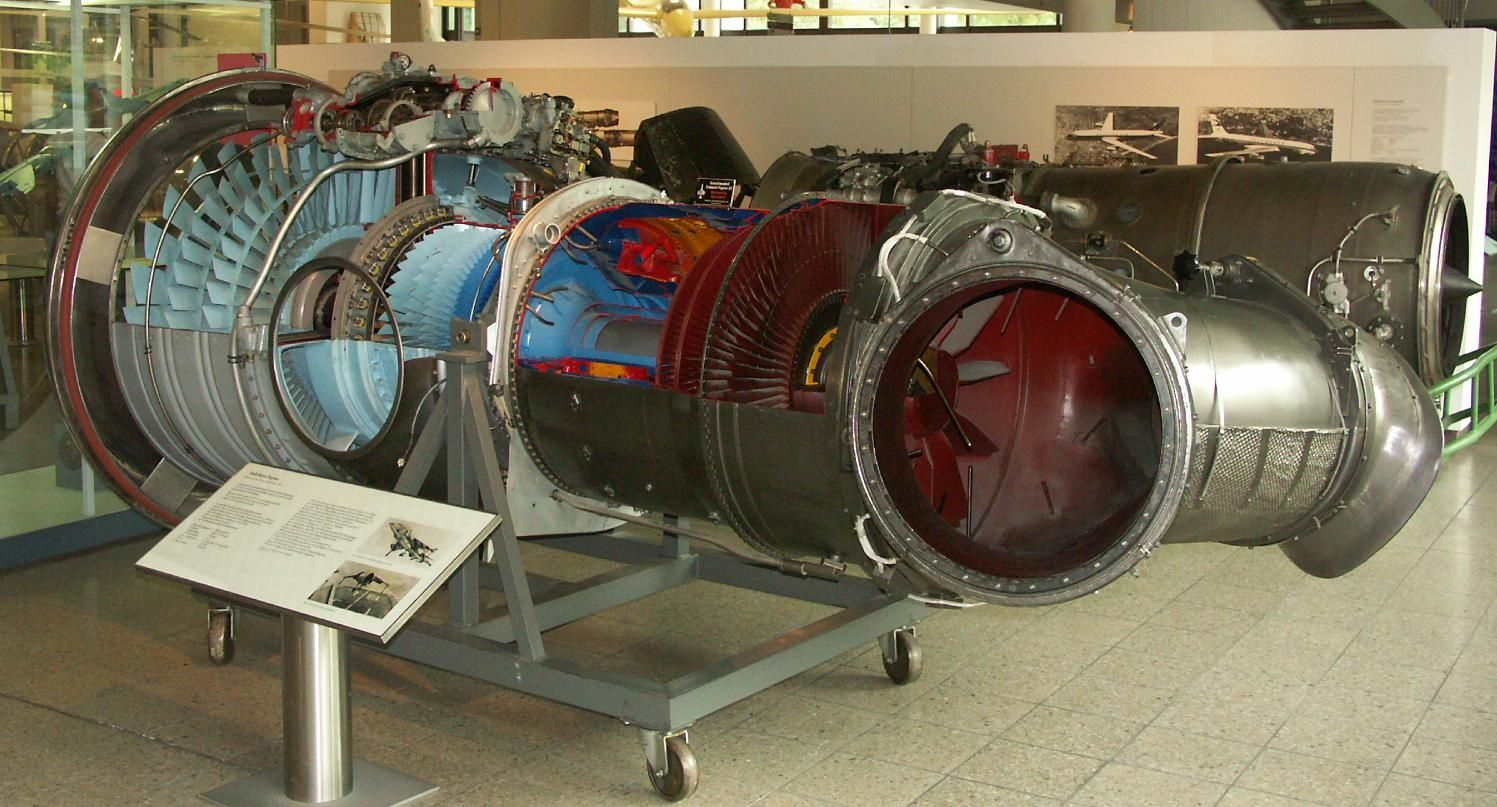
ТРДД Rolls-Royce Pegasus поворотные сопла которого позволяют осуществлять вертикальные взлет и посадку. Устанавливается на самолёте Harrier.

Специальные поворотные сопла, на некоторых ТРДД, позволяют отклонять истекающий из сопла поток рабочего тела относительно оси двигателя. ОВТ приводит к дополнительным потерям тяги двигателя за счёт выполнения дополнительной работы по повороту потока и усложняют управление самолётом. Но эти недостатки полностью компенсируются значительным повышением маневренности и сокращением разбега самолёта при взлёте и пробега при посадке, до вертикальных взлёта и посадки включительно. ОВТ используется исключительно в военной авиации.

### Турбовентиляторный двигатель

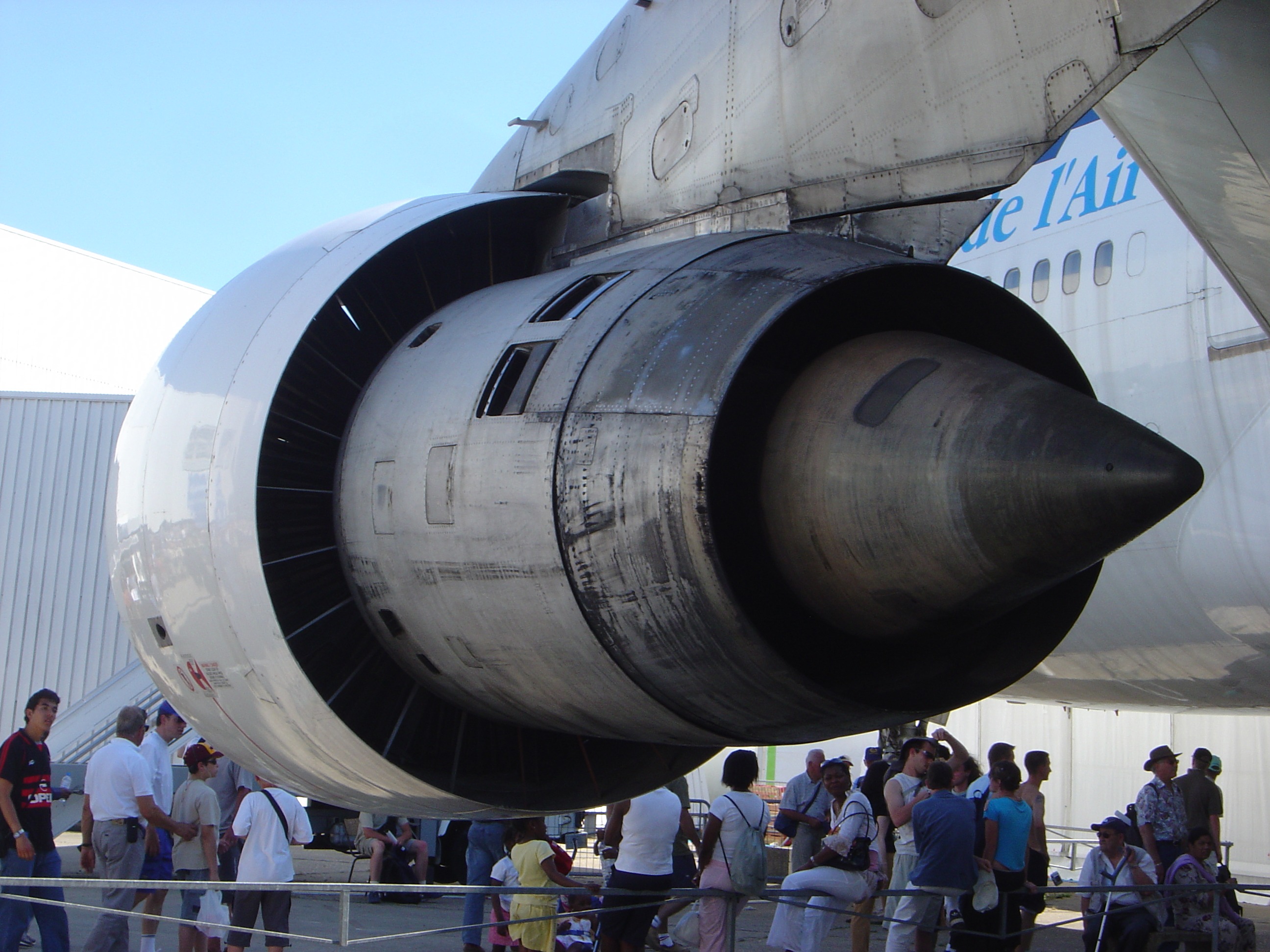
Турбовентиляторный двигатель Pratt & Whitney JT9 авиалайнера Боинг-747

Турбореактивный двухконтурный двигатель (ТРДД) со степенью двухконтурности выше 2 называют турбовентиляторными. Верхнее значение степени двухконтурности этих двигателей может достигать 11 (en:Rolls-Royce Trent 1000). ТРДД с высокой степенью двухконтурности выполняются, как правило, без камеры смешения. По причине большого входного диаметра таких двигателей их сопло внешнего контура часто делают укороченным с целью снижения массы двигателя и уменьшения воздушного сопротивления в тракте внешнего контура.
Область применения
Можно сказать, что с 1960-х и по сей день в самолётном авиадвигателестроении — эра ТРДД. ТРДД различных типов являются наиболее распространённым классом воздушно-реактивных двигателей, используемых на самолётах, от высокоскоростных истребителей-перехватчиков с малой степенью двухконтурности до гигантских коммерческих и военно-транспортных самолётов с ТРДД с высокой степенью двухконтурности.

### Турбовинтовой двигатель

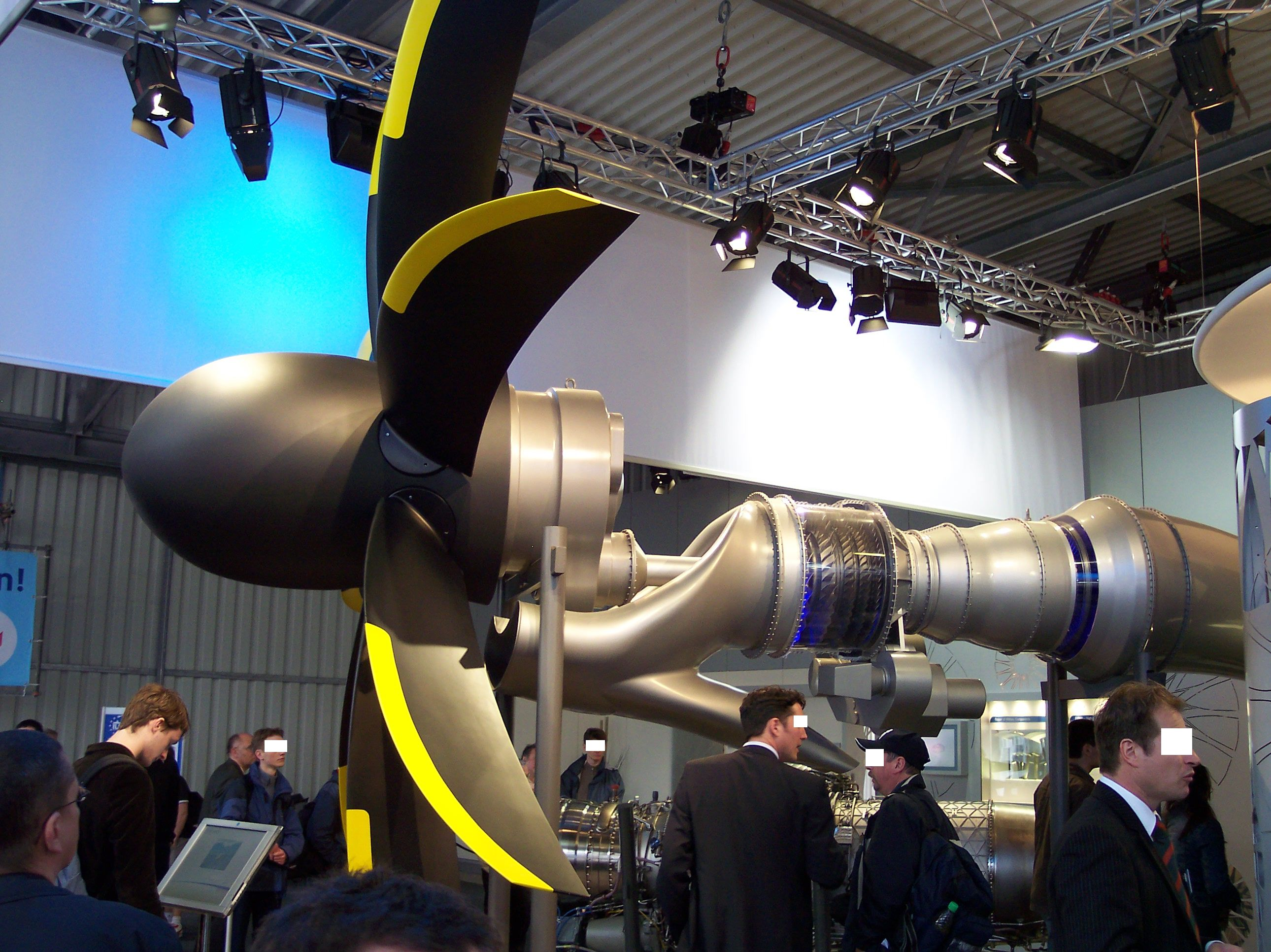
Турбовинтовой двигатель. Привод винта от вала турбины осуществляется через редуктор

Конструктивно турбовинтовой двигатель (ТВД) схож с ТРД, в котором мощность, развиваемая двигателем, передаётся на вал воздушного винта, обычно не напрямую, а через редуктор.
Турбовинтовые двигатели используются в транспортной и гражданской авиации.

### Турбовальный двигатель

Схема турбовального двигателя. — вал отбора мощности

Турбовальные двигатели конструктивно представляют собой турбореактивный двигатель, в котором мощность, развиваемая дополнительным каскадом турбины, передаётся на вал отбора мощности, чаще всего через редуктор. Так как между валом турбины и компрессора и валом отбора мощности нет механической связи, а только газодинамическая, турбовальные двигатели относят к ВРД непрямой реакции. Эти двигатели, строго говоря, не являются реактивными, реакция выхлопа турбины составляет не более 10 % их суммарной тяги, однако традиционно их относят к воздушно-реактивным.
Используется для привода винтов вертолётов.

### Турбовинтовентиляторный двигатель
Для улучшения характеристик эксплуатации ТВД применяют специальные многолопастные стреловидные винты с изменяемым шагом (ВИШ) с одним или двумя рядами лопастей. Такие ВИШ подвергаются более высокой нагрузке на ометаемую площадь при уменьшенном диаметре винта, но сохраняют относительно высокий КПД 0,8-0,85. Такие винты называются винтовентиляторами (ВВ), а двигатель – турбовинтовентиляторным (ТВВД) с открытым винтовентилятором.
Широко известен лишь один серийный образец двигателя этого типа — Д-27 (ЗМКБ «Прогресс» им. академика А. Г. Ивченко, г. Запорожье, Украина.), использующийся на самолёте Як-44 с крейсерской скоростью полёта 670 км/ч, и на Ан-70 с крейсерской скоростью 750 км/ч.
У двигателя Д-27 поток холодного воздуха создаётся двумя соосными, вращающимися в противоположных направлениях, многолопастными саблевидными винтами, приводимыми в движение от свободной четырёхступенчатой турбины, турбовального двигателя. Мощность передаётся винтам через редуктор.

## Сравнение ВРД разных типов с другими авиадвигателями
Эффективность реактивных двигателей принято оценивать удельным импульсом — отношением полного импульса тяги двигателя к массе топлива (или тяги к секундному расходу топлива в случае, если тяга постоянна и не изменяется во времени). Этот показатель является также мерой экономичности двигателя. В приведённой ниже диаграмме в графической форме представлены верхние значения этого показателя для разных типов ВРД, в зависимости от скорости полёта, выраженной в форме числа Маха, что позволяет видеть область применимости каждого типа двигателей.
Из диаграммы следует, что по удельному импульсу ракетные двигатели (РД) значительно уступают ВРД всех типов. Это объясняется тем, что в расход топлива у РД включается и окислитель, который ВРД забирает из атмосферы, поэтому удельный импульс РД составляет максимум 270 сек для РДТТ и 450 сек для ЖРД.
В спецификациях двигателей с воздушными винтами тяга и удельный импульс обычно не указываются. Для этих двигателей характерным параметром является мощность, а не тяга. Для характеристики эффективности и экономичности винтовых двигателей используется удельный расход топлива — отношение расхода топлива в час к развиваемой мощности.
Чтобы сравнить эффективность поршневых ДВС с турбовинтовыми можно привести значение этого показателя для двух конкретных образцов двигателей этих типов:
Поршневой АШ-82 — 0,381 кг/л.с.час
ТВД НК-12 — 0,158 кг/л.с.час.
Таким образом турбовинтовой двигатель (в расчёте на 1л.с.) в 2,5 раза экономичнее поршневого, и в этом состоит одна из главных причин, по которой ВРД вытеснили из «большой авиации» поршневые двигатели. Кроме того, и по весовым характеристикам ВРД значительно превосходят поршневые.
В качестве весовой характеристики авиадвигателей, обычно, используется один из показателей: удельная мощность — отношение мощности двигателя к его массе (для двигателей с воздушным винтом), или удельная тяга — отношение тяги к весу двигателя на поверхности Земли (для ВРД и ракетных двигателей). В нижеследующей таблице приведены эти показатели для некоторых авиационных и ракетных двигателей разных типов.
| Тип двигателя        | Обозначение            | Летательный аппарат                   | Удельная тяга (тяга/вес) | Удельная мощность кВт/кг |
| -------------------- | ---------------------- | ------------------------------------- | ------------------------ | ------------------------ |
| Поршневой ДВС        | АШ-82                  | Ил-12, Ил-14                          | *                        | 1,46                     |
| ТВД                  | НК-12                  | Ту-95, Ту-114, Ан-22                  | *                        | 3,8                      |
| Пуврд                | Argus As-014           | Самолёт-снаряд V-1                    | 3                        |                          |
| Гибрид ТРД /ПВРД     | Pratt & Whitney J58-P4 | SR-71 Blackbird                       | 5,3                      |                          |
| Турбовенти- ляторный | GE90-1150B             | Boeing 777                            | 6,3                      |                          |
| ТРД                  | АЛ-31ФП                | Су-30                                 | 8,22                     |                          |
| РДТТ                 | Space Shuttle SRB      | Ускоритель Спейс Шаттла               | 13,5                     |                          |
| ЖРД                  | НК-33-1                | Космические носители Союз-2, Союз-2-3 | 128                      |                          |

.* Для винтовых двигателей этот показатель не приводится.